# John Keegan (cầu thủ bóng đá)
John Kevin Paul Keegan (sinh ngày 5 tháng 8 năm 1981) là một cựu cầu thủ bóng đá người Anh thi đấu ở vị trí hậu vệ ở Football League cho York City, và ở bóng đá non-League cho Scarborough. và Chester City F.C.